# Pomnik Prymasa Tysiąclecia w Ząbkach
Pomnik Prymasa Tysiąclecia w Ząbkach – trzymetrowy pomnik odsłonięty 3 listopada 2001 roku na pamiątkę setnej rocznicy urodzin i dwudziestej rocznicy śmierci ks. kard. Stefana Wyszyńskiego.
Twórcą posągu był prof. Czesław Dźwigaj, profesor Akademii Sztuk Pięknych w Krakowie. Honorowym przewodniczącym komitetu budowy pomnika był ks. bp Kazimierz Romaniuk. Posąg ten stoi kościołem Miłosierdzia Bożego w Ząbkach. Pomysłodawcą wybudowania monumentu i przewodniczącym Społecznego Komitetu Budowy Pomnika był Ryszard Walczak.